# Cantheschenia
Cantheschenia is een geslacht van straalvinnige vissen uit de familie van vijlvissen (Monacanthidae).

## Soorten
- Cantheschenia grandisquamis Hutchins, 1977
- Cantheschenia longipinnis (Fraser-Brunner, 1941)